# Giordano Turrini
Giordano Turrini (nascido em 28 de março de 1942) é um ex-ciclista italiano que participava em competições de ciclismo de pista. Ele conquistou a medalha de prata pela Itália nos Jogos Olímpicos de 1968 em Cidade do México, no país homônimo.